# Plantão de Notícias
Plantão de Notícias é um grupo de humor fundado por Maurício Menezes em 1990. O grupo teve origem no rádio, desde então passando também pelo teatro e pela televisão e marcou história for fazer humor com o jornalismo.
O programa de televisão Plantão de Notícias, independente, transmitido pela primeira vez em 2000 na CNT, teve problemas para se firmar numa emissora, não logrando ser transmitido fora do Rio de Janeiro. Sua última encarnação apareceu na Band, até ser cancelado em meados de 2007. A última aparição do Plantão como atração fixa no rádio foi na Super Rádio Tupi, desaparecendo da programação em agosto de 2007.
Ao longo de sua existência, diversos humoristas passaram pelo grupo, sendo Pedro Manso o mais conhecido. Atualmente, além de seu fundador, o Plantão de Notícias é formado por: Hélio Júnior, Edmundo Alvarenga, Fernando Moreira, Júlia Marvi e Cris Pimentel (produtora).